# Кононенки
Коно́ненки —  село в Україні, у Диканській селищній громаді Полтавського району Полтавської області. Населення становить 1 осіб. До 2020 орган місцевого самоврядування — Водянобалківська сільська рада.

## Географія
Село Кононенки знаходиться між річками Вільхова Говтва та Кратова Говтва (2,5 км), за 1,5 км від села Водяна Балка.

## Історія
12 червня 2020 року, відповідно до розпорядження Кабінету Міністрів України № 721-р «Про визначення адміністративних центрів та затвердження територій територіальних громад Полтавської області», село увійшло до складу Диканської селищної громади.
19 липня 2020 року, в результаті адміністративно - територіальної реформи та ліквідації Диканського району, село увійшло до складу новоутвореного Полтавського району.